# Ostrava hlavní nádraží
Ostrava hlavní nádraží (pol. Ostrawa Główna) – główna stacja kolejowa w Ostrawie (Przywozie), w Czechach przy ulicach Wattova 1047/21 i Nádražní 164/215. Leży na Morawach, przy historycznych granicach ze Śląskiem Cieszyńskim i Opawskim. Znajduje się na wysokości 205 m n.p.m.
Stacja kolejowa powstała 1 maja 1847 jako część Kolei Północnej Cesarza Ferdynanda. W latach 60. XIX wieku doszło do rozszerzenia sieci kolejowej z Dworca Głównego przez obecną stację Ostrava střed do Huty Witkowice i do obsługi kopalń w Michałkowicach. Od roku 1862 stacja stała się węzłową - uruchomiono wówczas dla ruchu towarowego linię do Frydka-Mistka, od 1871 roku dla ruchu osobowego.
Zasadniczą zmianą stacji była budowa nowego budynku dworca i zagospodarowania terenu przed nim w 1967 na podstawie projektu Lubora Laciny, który wraz z żoną, rzeźbiarką Sylvią Lacinovą-Jílkovą, zaprojektował obiekt w stylu brukselskim. Dworzec ten charakteryzuje się obecnością takich elementów architektonicznych jak mozaiki i rzeźby. Kompleks ten obejmuje również rozwiązanie zabudowy przed budynkiem dworca, tj. powstanie zadaszenia nad przystankami przy pętli tramwajowej, pętli trolejbusowej, postojem taksówek i parkingiem. Dworzec umieszczono w rozwidleniu torów, tak że dwa perony są ułożone równoleżnikowo, a trzy południkowo.
W budynku dworca znajduje się ČD Centrum, informacja turystyczna, całodobowe kasy biletowe, sklepy, poczekalnia, sklep modelarski, bufet. Na dolnym poziomie dostępny jest również zabudowany komputer z dostępem do bezpłatnego internetu. Przed dworcem zlokalizowano przystanki komunikacji miejskiej oraz parkingi w systemie P+R (Park & Ride).

## Połączenia[2]
Stacja jest ważnym węzłem komunikacyjnym. Zatrzymują się tu pociągi wszystkich kategorii przewoźników České dráhy, RegioJet i Leo Express. Przez stację przejeżdżają lub odjeżdżają następujące linie:
- 321 Opava východ – Český Těšín
- 323 Ostrava – Valašské Meziříčí
- 271 Bohumín – Olomouc hlavní nádraží – Česká Třebová

## Dworzec kolejowy w XIX wieku
Pierwszy pociąg przybył na nowo wybudowaną stację 1 maja 1847 roku. Dworzec kolejowy, położony na międzynarodowej linii Kraków – Wiedeń (Kolej Północna Cesarza Ferdynanda), zyskiwał na znaczeniu wraz z rozwijającym się przemysłem i górnictwem węgla kamiennego. W 1869 roku do stacji dołączono linię do Frydlantu nad Ostravicą. Od sierpnia 1894 roku linia tramwajowa łączyła stację z Morawską Ostrawą.